# 陳于陛 (大學士)
陳陛（1545年—1596年），字元忠，號玉壘，四川順慶府南充縣人，明朝政治人物。官至禮部尚書、文淵閣大學士。

## 生平
年十七举嘉靖辛酉科（1561年）四川乡试第四名举人，隆慶二年（1568年）戊辰科会试第三名，廷试二甲第七名進士，選庶吉士，四年三月授編修，充《世宗肃皇帝实录》纂修官，因父亲致仕，扶侍同回四川。隆慶六年赴京师，以《穆宗实录》成，升修撰。旋以太夫人去世归乡守制。
萬曆五年（1577年）以《世宗实录》成，升俸一级。服阕，十月復除原职，十二月充经筵日讲官。八年四月请求回乡省親。萬曆十一年十一月仍补日讲兼起居注，十二年二月升司经局洗马兼翰林院修撰，四月充会典纂修官，十三年八月与右谕德张一桂主持顺天府乡试，十二月升翰林院侍讲学士，十四年父亲陳以勤去世，丁忧回乡。十七年八月復召为日讲官，十一月升詹事府詹事兼翰林院侍读学士掌院事，十九年正月升礼部右侍郎，仍掌詹事府印信，二十年正月与盛讷充礼部会试考试官，七月改任吏部右侍郎，经筵日讲如故，十月转左侍郎，教习庶吉士。期間曾上奏冊立太子、請萬曆皇帝能夠早朝勤政，但是都沒有收到回報。到了萬曆二十一年（1593）八月，官至禮部尚書，兼翰林院学士，掌詹事府事，日讲、教习如故。他跟從父親時，便勤讀國家故實；擔任史官時，更是習知典故，於經世之學尤有造詣。上疏請招集人才，開設史局，纂修明朝國史，並兼任副總督官。萬歷二十三年夏接替王錫爵，兼東閣大學士，入閣參與機務。疏請親大臣，起用被罷忠賢(錄遺賢)、獎勵外吏、核實邊餉、儲養將才，慎擇邊吏，又請神宗亟圖更始、興修百業，但是神宗只是稱讚卻並沒有採用他的意見。(優詔答之，而不能用)。後來又再三力救因兵部考選軍政而被削職的言官。神宗俱不采納。不久，改陳于陛為文淵閣大學士，而以甘肅破賊功，加太子少保。
是時內閣輔臣計四人：趙志皋、張位、沈一貫、陳于陛，為同年進士，遇事雖無掣肘，但因神宗一再拒諫，上下隔絕，政事久廢。陳于陛為此憂形於色，終日歎息不已。
萬歷二十四年（1596年）十二月十三日卒於官，年五十二。贈太子少保，諡文憲。《明史》有傳。

## 著作
有《萬卷樓稿》。

## 遺跡
現今四川省南充市火鳳山風景區，仍然有陳于陛墓保留至今。

## 家族
曾祖陳信，监生，贈光禄大夫少傅兼太子太傅礼部尚书武英殿大学士。祖父陳大策，贈光禄大夫少傅兼太子太傅礼部尚书武英殿大学士。父亲陳以勤，光禄大夫少傅兼太子太傅礼部尚书武英殿大学士。嫡母王氏，封一品夫人；生母贾氏。具庆下。兄陳知虞。

## 延伸阅读
[在维基数据编辑]
 《明史卷二百一十七》，出自《明史》

## 外部連結
- 南充人陈以勤陈于陛 明朝唯一的父子宰辅 （页面存档备份，存于） 華西都市報